# Церковь Кируны
Церковь Кируны (швед. Kiruna kyrka) — деревянная церковь в городе Кируна на севере Швеции (Диоцез Лулео). Строилась с 1909 по 1912 год по проекту архитектора Густава Викмана.
Церковь считается одним из самых замечательных зданий шведской национально-романтической архитектуры. В здании прослеживаются черты американской деревянной архитектуры с влияниями норвежской каркасной церковной архитектуры и саамских деревянных хижин.
В оформлении церкви участвовали принц Евгений, написавший алтарное изображение, а также скульптор Кристиан Эрикссон, создавший рельеф для фасада здания.
Август 2025 года: Из-за угрозы проседания грунта, здание церкви целиком перевозят на другой конец города .  